# 葛城茂麿
葛城 茂麿（かつらぎ しげまろ、1908年（明治41年）4月29日 - 1947年（昭和22年）1月10日）は、日本の元皇族。旧名、茂麿王。山階宮菊麿王の第五王子。母は菊麿王妃常子。陸軍軍人、最終階級は陸軍中佐。爵位は伯爵。

## 来歴
山階宮菊麿王の第五王子として生まれるが、その3日後に父が36歳で薨去。
1928年（昭和3年）4月28日、満20歳となり貴族院皇族議員に就任。1929年（昭和4年）7月に陸軍士官学校を卒業（陸士41期）。同年12月24日に願により臣籍降下して葛城伯爵家を創設し、貴族院議員を退任した。
終戦時は陸軍中佐。1947年（昭和22年）、38歳で死去。長男の茂久が襲爵した。
死因は白血病であり、陸軍在籍中に原子爆弾の研究に関わり被曝したことが原因とされる。

## 栄典
- 1929年（昭和4年）10月25日 - 勲一等旭日桐花大綬章[4]
- 1940年（昭和15年）8月15日 - 紀元二千六百年祝典記念章[5]

## 血縁
- 父：山階宮菊麿王
- 母：常子

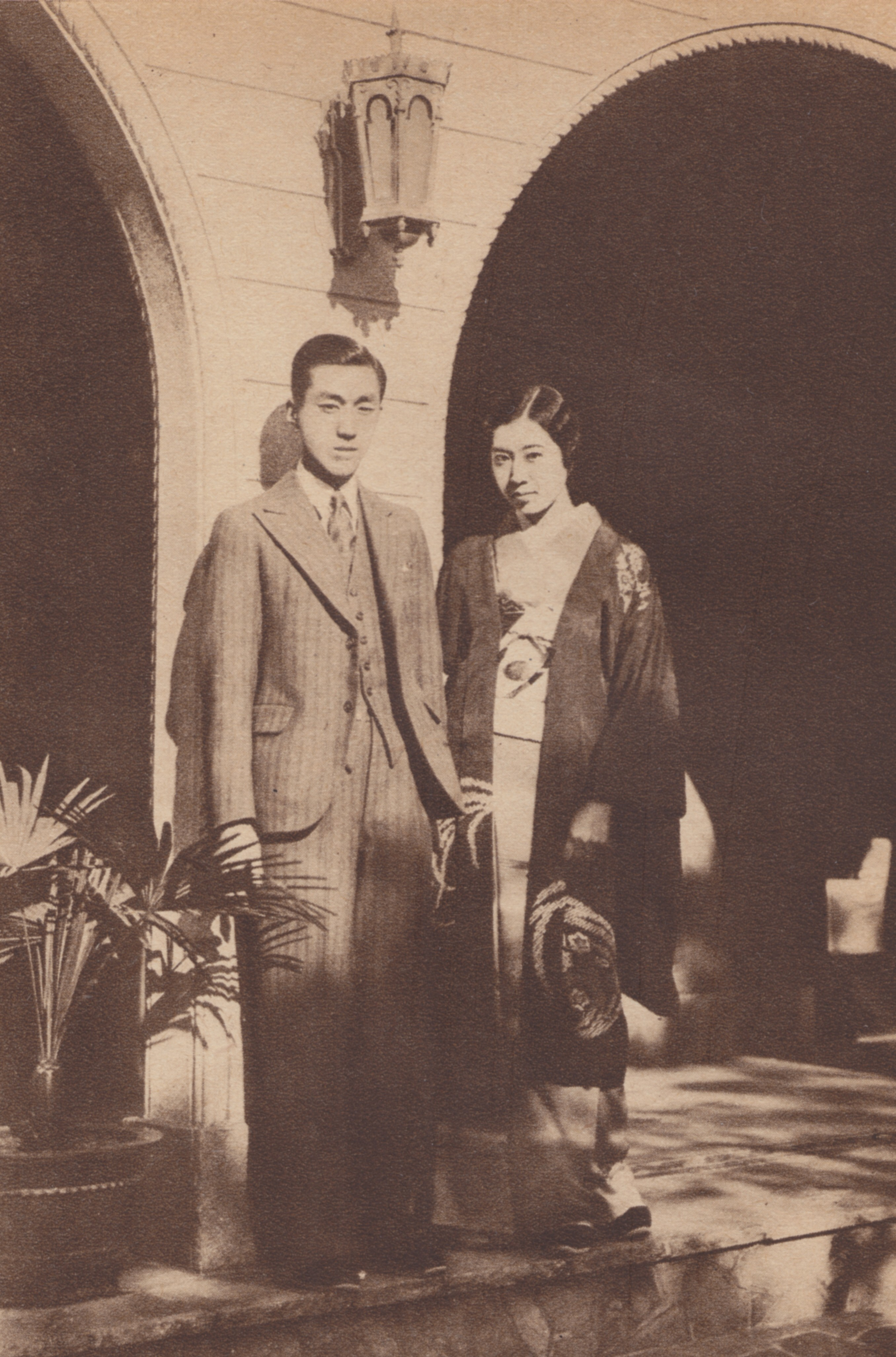
葛城茂麿と敏子夫人（昭和初期）

- 兄弟：（異母）武彦王 - 芳麿 - 安子 - （同母）藤麿 - 萩麿 - 茂麿
- 妻：敏子（細川護立の長女、死別後中島昭吉（中島知久平甥）と再婚）
  - 長男：茂久(1934年9月7日 - 2000年4月14日)
  - 二男：茂敬(1936年 - ) - 侯爵伊達宗彰の長女素子と結婚。子に宏彦（1971年5月9日生[6]）がいる。
  - 長女：由子(1940年3月24日 - 1949年3月6日)
  - 二女：伸子(1941年-)